# Bruce Palmer
Bruce Palmer (9 de septiembre de 1946-1 de octubre de 2004) fue un músico canadiense conocido por haber siso el bajista de la banda canadiense-estadounidense de folk-rock Buffalo Springfield, que ingresó en el Salón de la Fama del Rock and Roll en 1997.

## Primeros años
Palmer nació en Toronto, Ontario, y en la década de 1960 inició una carrera musical. Empezó tocando con Robbie Lane & The Disciples, y luego pasó a formar parte de un grupo local, por lo demás totalmente negro, liderado por Billy Clarkson. A continuación llegó el grupo Jack London & The Sparrows, inspirado en la invasión británica (que, tras la marcha de Palmer, se convirtió en Steppenwolf). A principios de 1965 se marchó para unirse a The Mynah Birds donde conoció a Neil Young que tocaba la guitarra principal en la banda. The Mynah Birds, liderados por la futura leyenda del funk Rick James, tenían un futuro brillante y fueron contratados por la prestigiosa Motown Records para hacer algunas maquetasantes de que se descubriera que James estaba en realidad en Toronto para evitar servir en Vietnam con la Marina de los Estados Unidos, de la que se había ido sin permiso. Un sencillo previsto, "It's My Time" b/w "Go On and Cry", fue retirado justo antes de su lanzamiento programado por Motown. Ambas caras de este sencillo se incluyeron en la caja de 2006 "The Complete Motown Singles, Vol. 6: 1966", publicada en una edición limitada de 6000 ejemplares por el sello Universal Hip-O-Select, siendo la primera vez que cualquiera de las grabaciones de Motown de 1966 de los Mynah Birds había visto la luz.
El grupo se vio obligado a disolverse, y Young y Palmer condujeron el coche fúnebre de Young a Los Ángeles con la esperanza de conocer a Stephen Stills, un músico folclórico con el que Young había tocado brevemente en Canadá dos años antes. A los dos días de llegar a Los Ángeles, Young y Palmer conducían por Sunset Boulevard y Stills venía en dirección contraria. Cuando Stills vio las matrículas de Ontario, se dio la vuelta y persiguió el coche fúnebre, se detuvo junto a ellos y se dio cuenta de quiénes eran. Poco después, todo el grupo paró en un aparcamiento y se presentó. Así se convirtieron en la banda Buffalo Springfield.

## Buffalo Springfield
Young y Palmer se encontraron con Stills mientras estaban atrapados en el tráfico en Los Ángeles, ya que Stills había reconocido el distintivo coche fúnebre de Young. El trío, junto con su compatriota Dewey Martin en la batería y Richie Furay en la guitarra rítmica y la voz, pronto formaron Buffalo Springfield. La banda solo había tenido un gran éxito nacional, "For What It's Worth" (escrita y cantada por Stills). En Los Ángeles su popularidad solo era rivalizada por The Byrds y The Doors. Otras canciones alcanzaron una leve prominencia, como "Blue Bird", "Mr Soul", "Expecting to Fly", "Broken Arrow", "Down To The Wire", "Flying On The Ground Is Wrong", "Go And Say Goodbye", "Rock & Roll Woman", "Out Of My Mind", "Sit Down, I Think I Love You" y "On The Way Home".
Palmer fue detenido en numerosas ocasiones por posesión de drogas. Estos problemas legales, agravados por su predilección por quedarse en casa leyendo textos místicos, le llevaron a ser rechazado por la mayoría del grupo. Otro arresto le llevó a la deportación de los Estados Unidos en enero de 1967. Palmer fue reemplazado en la banda por un grupo rotativo de bajistas que incluía a Jim Fielder y Ken Koblun. Poco después, Young dejó el grupo debido a tensiones con Stills, y Buffalo Springfield dio su concierto más destacado en el enormemente influyente Monterey Pop Festival en junio de 1967 con Doug Hastings y David Crosby sustituyendo a Young. Durante su estancia en Toronto, entre enero y mayo de 1967, Palmer actuó brevemente con la banda local The Heavenly Government.
A finales de mayo, Palmer regresó a los Estados Unidos disfrazado de hombre de negocios, con traje y corbata y el pelo cortado, y se reincorporó a la banda (Young acabó regresando también). Sin embargo, el grupo había perdido la confianza en su bajista original y siguió contando con músicos de sesión a pesar del regreso de Palmer. Palmer siguió acumulando un largo historial de arrestos, que incluía otra redada por posesión de drogas y por conducir sin licencia. En enero de 1968, Palmer fue apartado de la banda y sustituido oficialmente por Jim Messina. Fue deportado de nuevo en marzo. Después de embarcarse en una gira abriendo para The Beach Boys, Buffalo Springfield se disolvió el 5 de mayo de 1968, después de un último concierto en el Long Beach Sports Arena.

## Años posteriores
Palmer reapareció en el verano de 1969 durante dos semanas como bajista de Crosby, Stills, Nash & Young, pero pronto fue sustituido por el prodigio de la Motown Greg Reeves. En Toronto, Palmer actuó brevemente con Luke & The Apostles a principios de 1970. En febrero de 1970, volvió a entrar ilegalmente en los Estados Unidos, porque su abogado le dijo que si no volvía a entrar y a prestar declaración en un juicio civil, se enfrentaría a la ruina financiera. El abogado perdió la pista de Palmer y contrató a un investigador para que lo encontrara. Lo atraparon y arrestaron un año después, en enero de 1971, en Los Ángeles, California. Fue deportado por última vez en 1972.
En 1971, Palmer lanzó su único disco en solitario, The Cycle Is Complete, en Verve Records. El álbum, compuesto principalmente por tres largas canciones, "Alpha-Omega-Apocalypse", "Oxo" y "Calm Before The Storm" (con un "Interludio" entre los dos primeros números), contó con la participación de Palmer y los restos del grupo psicodélico de Los Ángeles Kaleidoscope, el teclista de Toronto Ed Roth y Rick James, que contribuyó con sus voces jazzísticas. El disco ha sido descrito como una versión más jazzística de Oar de Skip Spence o de los dos discos en solitario de Syd Barrett: una crisis nerviosa auditiva inducida por las drogas. El álbum fue un desastre comercial, y Palmer aparentemente se retiró de la música.
En 1977, Palmer se unió al antiguo cantante/guitarrista de Kensington Market y al guitarrista principal Stan Endersby (anteriormente de bandas locales, The Just Us, y Mapleoak) en el grupo de Toronto Village para conciertos locales.
En 1982-1983, Palmer fue bajista del grupo de Neil Young Trans Band, y tocaba una mezcla de clásicos de Young y material con infusión electrónica para audiencias de toda América y Europa, como se ve en Neil Young en Berlín, filmado en 1982.
Palmer ingresó con sus compañeros de Buffalo Springfield en el Salón de la Fama del Rock and Roll en 1997.

## Vida personal y fallecimiento
Palmer se casó tres veces. Tuvo tres hijos.
Murió de un ataque al corazón el 1 de octubre de 2004 en Belleville, Ontario, a la edad de 58 años.